# Persone di nome Ottavio
| Questa pagina contiene informazioni ricavate automaticamente dalle voci biografiche con l'ausilio del template Bio e di un bot. L'aggiornamento è periodico e automatico e ricostruisce completamente la pagina. Se manca una persona in questa lista, sei pregato di non aggiungerla, ma accertati piuttosto che la sua voce biografica contenga il template Bio e che i dati anagrafici siano correttamente compilati. Se il template Bio manca, inseriscilo tu stesso o, in alternativa, metti l'avviso {{tmp\|Bio}} che ne segnala la mancanza. Se i dati riportati sono sbagliati, correggi direttamente la voce biografica; le modifiche saranno visibili in questa lista entro pochi giorni. Per chiarimenti vedi il progetto antroponimi. La lista contiene solo le 148 persone che sono citate nell'enciclopedia e per le quali è stato implementato correttamente il template Bio. Pagina aggiornata al 22 giu 2025. |

Questa è una lista di persone presenti nell'enciclopedia che hanno il nome Ottavio, suddivise per attività principale.

## Abati(1)
- Ottavio Broglia, abate e vescovo cattolico italiano (Chieri - † 1648)

## Agronomi(1)
- Ottavio Munerati, agronomo italiano (Costa di Rovigo, n. 1875 - Rovigo, † 1949)

## Allenatori di calcio(3)
- Ottavio Bugatti, allenatore di calcio e calciatore italiano (Lentate sul Seveso, n. 1928 - San Pellegrino Terme, † 2016)
- Ottavio Palladini, allenatore di calcio e ex calciatore italiano (San Benedetto del Tronto, n. 1971)
- Ottavio Piccinini, allenatore di calcio italiano (Villaromagnano, n. 1894)

## Allenatori di pugilato(1)
- Ottavio Tazzi, allenatore di pugilato italiano (Milano, n. 1928 - Milano, † 2013)

## Antifascisti(1)
- Ottavio Ferraretto, antifascista italiano (Genova, n. 1906 - Cherasco, † 1944)

## Antiquari(1)
- Ottavio Strada, antiquario italiano (Norimberga - Praga, † 1606)

## Archeologi(3)
- Ottavio Cornaggia Castiglioni, archeologo e museologo italiano (Milano, n. 1907 - Milano, † 1979)
- Ottavio Ferrari, archeologo, filologo e bibliotecario italiano (Milano, n. 1607 - Padova, † 1682)
- Ottavio Rossi, archeologo e poeta italiano (Brescia, n. 1570 - Brescia, † 1630)

## Architetti(5)
- Ottavio Bertotti Scamozzi, architetto italiano (Vicenza, n. 1719 - Vicenza, † 1790)
- Ottavio Bettoli, architetto italiano (Parma - Parma, † 1769)
- Ottavio Cabiati, architetto e urbanista italiano (Firenze, n. 1889 - Seregno, † 1956)
- Ottavio Bruto Revese, architetto italiano (Brendola, n. 1585 - Brendola, † 1648)
- Ottavio Scotti, architetto italiano (n. 1680 - † 1748)

## Arcivescovi cattolici(2)
- Ottavio Corsini, arcivescovo cattolico e letterato italiano (Firenze, n. 1588 - Roma, † 1641)
- Ottavio Mirto Frangipani, arcivescovo cattolico italiano (Napoli, n. 1544 - Taranto, † 1612)

## Attori(3)
- Ottavio Alessi, attore, regista e sceneggiatore italiano (Cammarata, n. 1919 - Roma, † 1978)
- Ottavio Fanfani, attore italiano (Firenze, n. 1916 - Milano, † 1981)
- Ugo Tognazzi, attore, regista cinematografico e scrittore italiano (Cremona, n. 1922 - Roma, † 1990)

## Avvocati(2)
- Ottavio Andreucci, avvocato e bibliotecario italiano (San Marcello Pistoiese, n. 1800 - Firenze, † 1887)
- Ottavio Mastrojanni, avvocato e politico italiano (Nicosia, n. 1896 - † 1957)

## Banchieri(1)
- Ottavio Costa, banchiere e collezionista d'arte italiano (Conscente, n. 1554 - Roma, † 1639)

## Calciatori(8)
- Ottavio Baglietto, calciatore italiano
- Ottavio Barbieri, calciatore e allenatore di calcio italiano (Genova, n. 1899 - Genova, † 1949)
- Ottavio Bianchi, ex calciatore e allenatore di calcio italiano (Brescia, n. 1943)
- Ottavio Boglietti, calciatore argentino (Córdoba, n. 1895 - † 1955)
- Ottavio Faini, calciatore italiano
- Ottavio Moretti, calciatore italiano (Bergamo, n. 1898 - Bergamo, † 1933)
- Ottavio Morgia, calciatore e allenatore di calcio italiano (Roma, n. 1920 - Roma, † 1984)
- Ottavio Rossi, calciatore italiano (Adria, n. 1916 - Copparo, † 2005)

## Cardinali(7)
- Ottavio Acquaviva d'Aragona, cardinale e arcivescovo cattolico italiano (Napoli, n. 1560 - Napoli, † 1612)
- Ottavio Acquaviva d'Aragona, cardinale italiano (Napoli, n. 1609 - Roma, † 1674)
- Ottavio Bandini, cardinale e arcivescovo cattolico italiano (Firenze, n. 1558 - Roma, † 1629)
- Ottavio Belmosto, cardinale e vescovo cattolico italiano (Venzolasca, n. 1559 - Roma, † 1618)
- Ottavio Cagiano de Azevedo, cardinale italiano (Frosinone, n. 1845 - Anzio, † 1927)
- Ottavio Paravicini, cardinale e vescovo cattolico italiano (Roma, n. 1552 - Roma, † 1611)
- Ottavio Ridolfi, cardinale e vescovo cattolico italiano (Roma, n. 1582 - Agrigento, † 1624)

## Cardiochirurghi(1)
- Ottavio Alfieri, cardiochirurgo italiano (n. 1947)

## Ciclisti su strada(4)
- Ottavio Bottecchia, ciclista su strada italiano (San Martino di Colle Umberto, n. 1894 - Gemona del Friuli, † 1927)
- Ottavio Cogliati, ciclista su strada italiano (Nerviano, n. 1939 - Magenta, † 2008)
- Ottavio Crepaldi, ex ciclista su strada italiano (Taglio di Po, n. 1945)
- Ottavio Pratesi, ciclista su strada italiano (Rosignano Marittimo, n. 1889 - Livorno, † 1977)

## Clavicembalisti(1)
- Ottavio Dantone, clavicembalista e direttore d'orchestra italiano (Cerignola, n. 1960)

## Compositori(2)
- Ottavio Festa, compositore italiano (Napoli - Bari, † 1854)
- Ottavio Vernizzi, compositore e organista italiano (n. 1569 - † 1649)

## Compositori di scacchi(1)
- Ottavio Stocchi, compositore di scacchi italiano (Langhirano, n. 1906 - Modena, † 1964)

## Decoratori(1)
- Ottavio Campedelli, decoratore e pittore italiano (Bologna, n. 1792 - † 1862)

## Diplomatici(1)
- Ottavio Bolognesi, diplomatico italiano (Correggio, n. 1580 - Correggio, † 1646)

## Direttori d'orchestra(1)
- Ottavio Ziino, direttore d'orchestra e compositore italiano (Palermo, n. 1909 - Roma, † 1995)

## Dirigenti sportivi(2)
- Ottavio Baccani, dirigente sportivo, allenatore di calcio e calciatore italiano (Campi Bisenzio, n. 1904 - Firenze, † 1968)
- Ottavio Cinquanta, dirigente sportivo italiano (Roma, n. 1938 - Milano, † 2022)

## Dogi(1)
- Ottavio Gentile Oderico, doge (Genova, n. 1499 - Genova, † 1575)

## Enologi(1)
- Ottavio Ottavi, enologo italiano (Sandigliano, n. 1849 - Casale Monferrato, † 1893)

## Etnomusicologi(1)
- Ottavio Tiby, etnomusicologo e pubblicista italiano (Palermo, n. 1891 - Palermo, † 1955)

## Filologi(2)
- Ottavio Besomi, filologo e italianista svizzero (Tesserete, n. 1937)
- Ottavio Prosciutti, filologo classico italiano (Piegaro, n. 1908 - Perugia, † 1982)

## Filosofi(2)
- Ottavio Colecchi, filosofo e matematico italiano (Pescocostanzo, n. 1773 - Napoli, † 1848)
- Ottavio Torricelli, filosofo e gesuita italiano

## Fondisti(1)
- Ottavio Compagnoni, fondista italiano (Santa Caterina Valfurva, n. 1926 - Moena, † 2021)

## Fotografi(1)
- Ottavio Celestino, fotografo italiano (Roma, n. 1958)

## Fumettisti(1)
- Ottavio Panaro, fumettista italiano (Acqui Terme, n. 1965)

## Generali(7)
- Ottavio Bollea, generale italiano (Moncalieri, n. 1885 - Torino, † 1954)
- Ottavio Briccola, generale italiano (Torino, n. 1853 - Viareggio, † 1924)
- Ottavio Piccolomini, generale italiano (Pisa, n. 1599 - Vienna, † 1656)
- Ottavio Ragni, generale italiano (Romagnano Sesia, n. 1852 - Romagnano Sesia, † 1919)
- Ottavio Rolle, generale italiano (Lanzo Torinese, n. 1893 - Torino, † 1958)
- Ottavio Tupputi, generale, patriota e politico italiano (Bisceglie, n. 1789 - Napoli, † 1865)
- Ottavio Zoppi, generale e politico italiano (Novara, n. 1870 - Milano, † 1962)

## Gesuiti(1)
- Ottavio Gaetani, gesuita e storico italiano (Siracusa, n. 1566 - Palermo, † 1620)

## Ginecologi(1)
- Ottavio Morisani, ginecologo e politico italiano (Formicola, n. 1835 - Napoli, † 1914)

## Giornalisti(2)
- Ottavio Pastore, giornalista e politico italiano (La Spezia, n. 1887 - Roma, † 1965)
- Ottavio Rossani, giornalista e poeta italiano (Sellia Marina, n. 1944)

## Imprenditori(1)
- Ottavio Palombaro, imprenditore italiano (Prodo, n. 1861 - Monte del Lago, † 1933)

## Ingegneri(1)
- Ottavio Coletti, ingegnere e militare italiano (Terni, n. 1823 - Terni, † 1894)

## Inventori(1)
- Ottavio Fuscaldo, inventore e ingegnere italiano (Verona, n. 1886)

## Letterati(2)
- Ottavio Falconieri, letterato, storico e archeologo italiano (Roma, n. 1636 - Roma, † 1675)
- Ottavio II Gonzaga, letterato italiano (Vescovato, n. 1667 - Bologna, † 1709)

## Librettisti(1)
- Ottavio Rinuccini, librettista e poeta italiano (Firenze, n. 1563 - Firenze, † 1621)

## Linguisti(1)
- Ottavio Lurati, linguista e filologo svizzero (Chiasso, n. 1938 - Collina d'Oro, † 2023)

## Magistrati(1)
- Ottavio Serena, magistrato, prefetto e politico italiano (Altamura, n. 1837 - Roma, † 1914)

## Matematici(1)
- Ottavio Fabri, matematico italiano

## Militari(5)
- Ottavio Caiazzo, militare italiano (Napoli, n. 1891 - Kobilek, † 1917)
- Ottavio Mamilio, militare e nobile latino († 496 a.C.)
- Ottavio Oro, militare italiano (Napoli, n. 1971 - Napoli, † 2012)
- Ottavio Ricaldoni, militare italiano (Montevideo, n. 1877 - Savona, † 1965)
- Ottavio Scarampi del Cairo, militare italiano (Cairo Montenotte, n. 1672 - † 1728)

## Musicologi(1)
- Ottavio de Carli, musicologo, scrittore e librettista italiano (Bologna, n. 1961)

## Nobili(8)
- Ottavio d'Aragona Tagliavia, nobile, politico e militare italiano (Palermo, n. 1565 - Palermo, † 1623)
- Ottavio Gonzaga, nobile e militare italiano (Palermo, n. 1543 - Milano, † 1583)
- Ottavio I Gonzaga, nobile e militare italiano (n. 1622 - † 1663)
- Ottavio Lanza Branciforte, nobile, militare e politico italiano (Palermo, n. 1863 - Roma, † 1938)
- Ottavio Mormile, nobile, politico e diplomatico italiano (Napoli, n. 1761 - Napoli, † 1836)
- Ottavio Thaon di Revel, nobile e politico italiano (Torino, n. 1803 - Torino, † 1868)
- Ottavio I Thiene, nobile (Ferrara, † 1574)
- Ottavio II Thiene, nobile (Ferrara, n. 1582 - Ferrara, † 1623)

## Paleografi(1)
- Ottavio Banti, paleografo e medievista italiano (Pisa, n. 1924 - Pisa, † 2024)

## Patrioti(1)
- Ottavio Tasca, patriota e poeta italiano (Bergamo, n. 1795 - Seriate, † 1872)

## Pittori(8)
- Ottavio Amigoni, pittore italiano (Brescia, n. 1606 - Brescia, † 1661)
- Ottavio Baussano, pittore e scenografo italiano (Asti, n. 1898 - Asti, † 1970)
- Ottavio Leoni, pittore e incisore italiano (Roma, n. 1578 - Roma, † 1630)
- Ottavio Mazzonis, pittore italiano (Torino, n. 1921 - Torino, † 2010)
- Ottavio Semino, pittore italiano (Genova - Milano, † 1604)
- Ottavio Steffenini, pittore italiano (Cuneo, n. 1889 - Milano, † 1971)
- Ottavio Vannini, pittore italiano (Firenze, n. 1585 - † 1643)
- Ottavio Viviani, pittore italiano (Brescia)

## Poeti(3)
- Octavio Paz, poeta, scrittore e saggista messicano (Città del Messico, n. 1914 - Città del Messico, † 1998)
- Ottavio Profeta, poeta e romanziere italiano (Aidone, n. 1890 - Mascalucia, † 1963)
- Ottavio Tronsarelli, poeta, librettista e letterato italiano (Roma - Roma, † 1646)

## Politici(11)
- Ottavio Abbati, politico, antifascista e pubblicista italiano (Fabriano, n. 1897 - Roma, † 1951)
- Ottavio Bruni, politico italiano (Acquaro, n. 1944)
- Ottavio Corgini, politico e economista italiano (Fabbrico, n. 1889 - Roma, † 1968)
- Ottavio Dinale, politico italiano (Marostica, n. 1871 - Roma, † 1959)
- Ottavio Ferrari, politico italiano (Langhirano, n. 1789 - Langhirano, † 1852)
- Ottavio Lavaggi, politico italiano (Roma, n. 1955)
- Ottavio Lo Nigro, politico italiano (Cava de' Tirreni, n. 1923 - Matera, † 2013)
- Ottavio Navarra, politico italiano (Castelvetrano, n. 1965)
- Ottavio Rizza, politico italiano (Caltanissetta, n. 1919 - Caltanissetta, † 2012)
- Ottavio Spano, politico italiano (Olbia, n. 1923 - Olbia, † 2015)
- Ottavio Trento, politico italiano (Vicenza, n. 1729 - Vicenza, † 1812)

## Poliziotti(1)
- Ottavio Lovera di Maria, poliziotto, funzionario e politico italiano (Torino, n. 1833 - Torino, † 1900)

## Presbiteri(1)
- Ottavio Posta, presbitero italiano (Passignano sul Trasimeno, n. 1882 - Isola Maggiore, † 1963)

## Principi(1)
- Ottavio di Hannover, principe inglese (Buckingham Palace, n. 1779 - Kew Palace, † 1783)

## Pugili(1)
- Ottavio Barone, pugile italiano (Roma, n. 1974)

## Registi(3)
- Ottavio Fabbri, regista e produttore cinematografico italiano (Milano, n. 1946)
- Ottavio Mai, regista, sceneggiatore e attore italiano (Roma, n. 1946 - Torino, † 1992)
- Ottavio Spadaro, regista, sceneggiatore e direttore artistico italiano (Catania, n. 1922 - Roma, † 1996)

## Religiosi(2)
- Ottavio Assarotti, religioso e teologo italiano (Genova, n. 1753 - Genova, † 1829)
- Ottavio Antonio Bayardi, religioso, scrittore e vescovo cattolico italiano (Parma, n. 1694 - Roma, † 1764)

## Sceneggiatori(1)
- Ottavio Jemma, sceneggiatore e scrittore italiano (Salerno, n. 1925 - Roma, † 2015)

## Scenografi(1)
- Ottavio Scotti, scenografo italiano (Umago, n. 1904 - Roma, † 1975)

## Scrittori(4)
- Ottavio Beltrano, scrittore e tipografo italiano (Terranova da Sibari, n. 1598 - Ancona, † 1654)
- Ottavio Cappellani, scrittore, romanziere e drammaturgo italiano (Catania, n. 1969)
- Ottavio Cecchi, scrittore e giornalista italiano (Grosseto, n. 1924 - Grosseto, † 2005)
- Ottavio Magnanini, scrittore italiano (Firenze, n. 1574 - Ferrara, † 1652)

## Stilisti(1)
- Ottavio Missoni, stilista, ostacolista e velocista italiano (Ragusa, n. 1921 - Sumirago, † 2013)

## Tenori(1)
- Ottavio Garaventa, tenore italiano (Genova, n. 1934 - Savignone, † 2014)

## Teologi(1)
- Ottavio Scarlattini, teologo, filosofo e matematico italiano (Bologna, n. 1623 - Castel San Pietro Terme, † 1699)

## Traduttori(1)
- Ottavio Fatica, traduttore italiano (Perugia)

## Vescovi cattolici(6)
- Ottavio Branciforte, vescovo cattolico italiano (Palermo, n. 1599 - Acireale, † 1646)
- Ottavio Gasparini, vescovo cattolico e diplomatico italiano (Mercatello sul Metauro, n. 1676 - Città di Castello, † 1749)
- Ottavio Santacroce, vescovo cattolico e diplomatico italiano (Roma, n. 1542 - Praga, † 1581)
- Ottavio Saracini, vescovo cattolico italiano (Siena - Monticchiello, † 1623)
- Ottavio Vitale, vescovo cattolico italiano (Grottaglie, n. 1959)
- Ottavio Zollio, vescovo cattolico italiano (Montegridolfo, n. 1760 - Rimini, † 1832)

## Senza attività specificata(2)
- Ottavio Farnese, duca italiano (Valentano, n. 1524 - Piacenza, † 1586)
- Ottavio Farnese, italiano (Parma, n. 1598 - Parma, † 1643)